# 3 Batalion Ratownictwa Inżynieryjnego
3 batalion ratownictwa inżynieryjnego im. ppłk Rudolfa Matuszka (3 bratinż) – jednostka inżynieryjna stacjonująca w Nisku, podległa dowódcy Śląskiego Okręgu Wojskowego, rozformowana 30 czerwca 2011.

## Historia
Batalion został sformowany na podstawie rozkazu Dowódcy Wojsk Lądowych nr 0-23/Org. z 5 października 2000 oraz rozkazu Dowódcy Śląskiego Okręgu Wojskowego nr PF 35/Org. z 26 października 2000, na bazie 12 Pułku Komunikacyjnego.
Jednostka wyspecjalizowana była w zadaniach inżynieryjnych, m.in. brała udział w akcjach, ratowniczo-gaśniczych, używana była do usuwania skutków klęsk żywiołowych, katastrof, w połowie 2001 roku batalion wziął udział w akcji powodziowej, wykonywał też zadania saperskie i pontonowe.
W związku z reorganizacją Sił Zbrojnych RP 3. bratinż został przeformowany w 3 Batalion Inżynieryjny.

## Tradycje
Decyzją Nr 234/MON Ministra Obrony Narodowej z dnia 2 września 2002 Batalion Ratownictwa Inżynieryjnego w Nisku:
- przejmuje i z honorem kontynuuje tradycje Szkoły Podoficerskiej Piechoty dla Małoletnich nr 3 w Nisku (1932–1939),
- przyjmuje imię patrona – ppłk. Rudolfa MATUSZKA,
- obchodzi doroczne Święto w dniu 5 października[1].

Decyzją Nr 319/MON Ministra Obrony Narodowej z dnia 19 listopada 2002 wprowadzono oznakę rozpoznawczą batalionu.
Decyzją Nr 13/MON Ministra Obrony Narodowej z dnia 20 stycznia 2004 wprowadzono odznakę pamiątkową jednostki.

## Struktura
- dowództwo
- kompania ratownictwa inżynieryjnego
- kompania ewakuacyjna
- pluton dowodzenia
- pluton remontowy
- pluton zaopatrzenia

## Dowódcy
- ppłk Krzysztof SOBCZAK
- ppłk Ryszard Parafianowicz – ?–1 lutego 2008
- kpt. Władysław Biało (cz. p.o.) – 1 lutego 2008 – 11 kwietnia 2008
- ppłk Leszek Stępień – 11 kwietnia 2008 – 30 czerwca 2011

## Podporządkowanie
- Śląski Okręg Wojskowy 2001 – 30 czerwca 2011